# Barbara Guarischi
Barbara Guarischi (ur. 10 lutego 1990 w Lecco) – włoska kolarka szosowa, złota medalistka mistrzostw świata.

## Kariera
Pierwszy sukces w karierze osiągnęła w 2007 roku, kiedy zdobyła srebrny medal w scratchu podczas torowych mistrzostw świata juniorów w Aguascalientes. W 2013 roku zdobyła srebrny medal w wyścigu ze startu wspólnego na szosowych mistrzostwach Europy U-23 w Goes. Podczas mistrzostw świata w Richmond w 2015 roku razem z zespołem Velocio-SRAM Pro Cycling wywalczyła złoty medal w drużynowej jeździe na czas. 
Ponadto wygrała Sparkassen Giro Bochum i RideLondon Classique w 2015 roku oraz wyścig ze startu wspólnego na igrzyskach śródziemnomorskich w Oranie w 2022 roku.